# Шариатмадари, Мохаммад Казем
Мохамма́д Ка́зем Шариатмада́ри (азерб. Məhəmməd Kazım Şəriətmədari, перс. محمد‌کاظم شریعتمداری‎; 6 января 1906, Тебриз — 3 апреля 1986, Тегеран) — шиитский богослов и иранский (южно-азербайджанский) общественный деятель, как один из пяти шиитских великих аятолл, был ведущим представителем духовенства в последние годы правления Мохаммада Реза-шах Пехлеви. Лидер движения за автономию Южного Азербайджана в Иране. После смерти в 1962 году великого аятоллы Боруджерди Шариатмадари стал одним из наиболее влиятельных марджа, с большим количеством последователей в Иране, Пакистане, Индии, Ливане, Кувейте, а также в некоторых странах Персидского залива.

## Биография
Мохаммад Казем Шариатмадари родился в 1905 году в Тебризе. По этнической принадлежности — азербайджанец. Учился в Эн-Наджафе (Ирак), а затем в Куме (Иран). 4 июня 1963 года Шариатмадари был арестован шахской тайной полицией САВАК вместе с аятоллами Хомейни, Талегани, Зенджани и некоторыми муллами, такими как Фалсафи, Махаллати и другими, но в дальнейшем все они, кроме Хомейни и Телегани, были освобождены. Самого Хомейни впоследствии выслали из страны, а Талегани был заключён в тюрьму. После того, как в январе 1978 года силы безопасности осуществили налёт на возглавляемое Шариатмадари религиозное учреждение, в результате которого были убиты двое талибов (то есть «ученика»), в том числе его личный секретарь, он открыто занял антишахскую позицию. Намереваясь расколоть оппозиционные силы, шахские власти осенью того же года предложили Шариатмадари возглавить совет религиозного надзора из пяти улемов, что предусматривалось конституцией 1906 года, но он отказался от этого предложения. Пока аятолла Хомейни находился в эмиграции, Шариатмадари считался главным религиозным авторитетом в Иране и он активно содействовал росту популярности Хомейни в стране, но после возвращения последнего отношения между двумя аятоллами приняли натянутый характер.

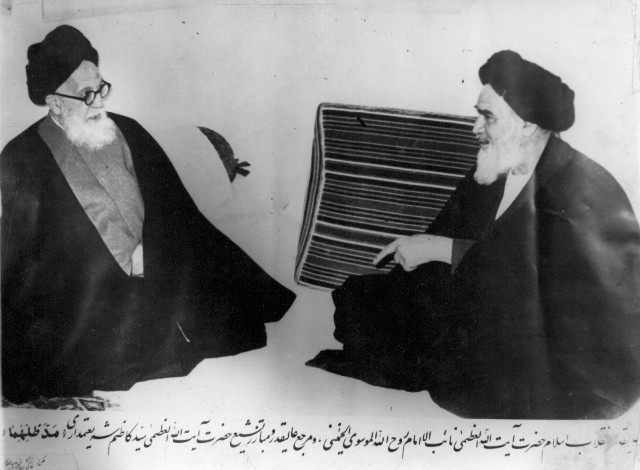
Аятолла Шариатмадари с аятоллой Хомейни, 1979 год.

Шариатмадари говорил, что он «сторонник материального и научного прогресса, если прогресс содействует совершенствованию человека и приносит всем пользу», причём он утверждал, что ислам «не отвергает достижения последних 14 веков, и что ещё существуют такие мусульманские законы, которые актуальны и для настоящего времени». Он выступал против введения в конституцию Ирана принципа «Вилаят аль-факих». На первом этапе революции в области внешней политики Шариатмадари выступал за дружественные отношения с Советским Союзом, в то время как аятолла Хомейни старался вообще не упоминать о СССР.
Будучи этническим азербайджанцем, Шариатмадари сыграл важную роль в консолидации азербайджанцев Ирана в поддержку Исламской революции 1979 года.  Многие политические организации в Иране в этот период были неформально организованы по национальному признаку. Через неделю после того, как сторонники Хомейни основали Партию Исламской республики, 25 февраля 1979 года соратники аятоллы Шариатмадари учредили Мусульманскую народно-республиканскую партию (МНРП, известную как Халг или Халг-е Мусульман). Эта партия поощряла мобилизацию всех этнических групп, но состояла в основном из жителей азербайджанских провинций и азербайджанских базаров из Тегерана. Программа партии МПРП призывала к автономным правам национальных меньшинств в рамках единого Ирана. Она считала, что в разных эялетах (крупных провинциях) в Иране должны быть свои парламенты. Официальная газета МНРП «Халг-е Мусульман» издавалась на персидском языке, но несоразмерно освещала вопросы, связанные с Азербайджаном. Целью руководства партии было выполнить цели для всего Ирана, но МНРП была наиболее активна в азербайджанских провинциях и сосредоточилась на вопросах, связанных с децентрализацией режима в Иране. Эта партия состояла из людей с разными политическими ориентациями, в том числе людей их некоторых либеральных групп, объединенных преимущественно азербайджанским происхождением, которые чувствовали себя защищенными от преследований под исламским прикрытием организации. МНРП учредила отделения в большинстве городов и сел в провинциях Азербайджана. 
Отношения между аятоллой Шариатмадари и основателями МНРП были очень тесными, и, фактически, сын Шариатмадари, Хасан, был одним из её лидеров. Аятолла Шариатмадари и движение объединились в своей борьбе против вилаят аль-факиха – централизации всей государственной власти вокруг одного верховного лидера. Движение не подчинялось приказам аятоллы Шариатмадари, он же не пытался управлять партией. Он действовал децентрализованно, о чем свидетельствуют выборы в Ассамблею экспертов. Ассамблея экспертов была избрана в августе 1979 года для разработки проекта конституции Исламской Республики. Участие в выборах в Ассамблею экспертов было предметом разногласий между аятоллой Шариатмадари и МНРП. Шариатмадари утверждал, что необходимо бойкотировать клан, поскольку он выступал против разработки проекта конституции комитетом, а не полностью избранным собранием. Местное отделение МНРП в Азербайджане считало важным участвовать в разработке конституции, особенно для того, чтобы гарантировать, что она будет гарантировать региональные права.  Как децентрализованная партия, отделение МНРП в Азербайджане могло принимать собственное решение и выдвигать кандидатов.  Представители МНРП из Азербайджана были единственными избранными делегатами в Ассамблею экспертов, которые не принадлежали к партии Хомейни. Это показывает, что преобладающие взгляды в азербайджанских провинциях сильно отличались от остальной страны. 
Когда была созвана Ассамблея экспертов, азербайджанское отделение МНРП продвигало идею создания Ассамблеи провинций (Меджлис-э лялат) как части Меджлиса в Тегеране. В сентябре 1979 года организация МНРП в Азербайджане, Объединенная народная партия Азербайджана, призвала к созданию парламентского органа для представления провинций. Мугаддам Марагаи, ведущий представитель Азербайджана, представил на Ассамблее экспертов предложение: создание Ассамблеи провинций и Ассамблеи народов Ирана (халг) поможет предотвратить концентрацию всей власти в руках центрального правительства и ослабит полномочия центральных провинций по принятию решений. Создание такого института поможет добиться реального равенства между народами (халг) Ирана. Это заявление отражает стремление к расширению представительства провинций и меньшинств в Иране, а также стремление Азербайджана к расширению полномочий по принятию решений в провинциях.
К концу 1979 года, однако, стало ясно, что новый режим Хомейни не собирался реализовывать этот план. В ответ на это грянули мятежи в районах, населённых этническими курдами и белуджами. В Тебризе (населённом преимущественно азербайджанцами) под негласным руководством Шариатмадари был организован мятеж азербайджанских членов МНРП. Однако в январе 1980 года аятолла приказал мятежникам оставить свои позиции, хотя к тому времени азербайджанцы уже успели захватить местную телестудию, радиостанцию, здания государственных учреждений и взять в плен несколько ключевых лиц. Шариатмадари посчитал, что восстание было обречено на провал и мятежники не сумели бы справиться с многочисленной армией сторонников Хомейни, объявивших «священную войну» региональным движениям и потопивших в крови мятежи курдов и белуджей.
В апреле 1982 года, по обвинению в подготовке государственного переворота и убийства Хомейни, был арестован сподвижник Хомейни, бывший министр иностранных дел Ирана Садек Готбзаде. Он признался, что аятолла Шариатмадари был в курсе заговора и обещал финансирование и поддержку, в случае успеха. Готбзаде был расстрелян, а зять Шариатмадари, который являлся связующим звеном между Готбзаде и аятоллой, был приговорен к тюремному сроку. Шариатмадари, из-за статуса муджтахида, не был казнён, но его партия была распущена, возглавляемый им Центр исламских исследований и публикаций был закрыт, а он сам находился под домашним арестом, вплоть до своей смерти 3 апреля 1986 года.